# Brillo Box (3¢ off)
Brillo Box (3¢ off) é um filme-documentário em curta-metragem estadunidense de 2016 dirigido e escrito por Lisanne Skyler. Distribuído pela HBO Documentary Films, fala sobre a marca de sabão Brillo Box, projetada por Andy Warhol.